# Hevristika
Hevrístika (starogrško starogrško εὑρίσκω: heurísko - najti, spoznati, odkriti, ugotoviti, izvedeti) je metoda za reševanje problemov.

## V psihologiji
Hevristika predstavlja iz izkušenj pridobljene načine in metode reševanja problemov. Če se logika ukvarja s formalnostjo sklepanja iz premis na zaključek, je hevristika psihološki vidik reševanja problemov, namreč kako najti najenostavnejšo rešitev. Če imamo pridobljene izkušnje, je reševanje problemov razmeroma enostavno, saj uporabljamo bližnjice v sklepanju. Kolikor je izkušenj manj, se moramo zanesti na že znana spoznanja, ki lahko prispevajo k rešitvi nekega problema. 